# Przeczyca
Przeczyca – wieś w Polsce położona w województwie podkarpackim, w powiecie dębickim, w gminie Brzostek.
| SIMC    | Nazwa     | Rodzaj    |
| ------- | --------- | --------- |
| 0814889 | Laskowiec | część wsi |
| 0814895 | Podlesie  | część wsi |
| 0814903 | Półanki   | część wsi |

Miejscowość jest siedzibą rzymskokatolickiej parafii Najświętszej Maryi Panny Wniebowziętej należącej do dekanatu Pilzno w diecezji tarnowskiej.

## Historia
Osada ma wiele walorów turystycznych: położona jest w pobliżu rzeki Wisłoki, otaczają ją lasy pełne grzybów i jeżyn, co sprzyja rozwojowi agroturystyki. Niedawno odkryto, że pod wioską znajdują się wody chlorkowo-siarczkowo-wapienne, takie jak w Busku-Zdroju. W pobliżu Przeczycy, w lesie, znajdują się ruiny zamku, prawdopodobnie z XIV w. Badania archeologiczne prowadzone na wzgórzu zwanym Zamczyskiem w latach sześćdziesiątych, potwierdziły istnienie w tym miejscu grodziska datowanego na IX-X w. n.e. Ślady pobytu człowieka są znacznie wcześniejsze - sięgają wczesnej epoki rzymskiej lub nawet epoki brązu. Przeczyca odnotowana jest w dokumentach pod koniec XIII wieku. Około 1300 roku przeszła z rąk opata tynieckiego do dóbr biskupa krakowskiego. Pod koniec XIV wieku utworzono tu parafię. Przeczyca w 1527 roku stała się ponownie własnością opactwa tynieckiego. Jan z Kijan w utworze Fraszki nowe Sowiźdrzałowe wydanym w 1615 roku w Krakowie, przy kulcie Matki Bożej wymienia Przeczyce. W 1786 roku A.E. Kuropatnicki, w przewodniku po Galicji pisał: "Przeczyca - w mizernym kościele, cudowny obraz Matki Boskiej słynie". W 1845 roku leśniczym w Przeczycy był Feliks Bolechowski pełniący funkcję komisarza powstańczego w cyrkule jasielskim. W styczniu 1846 roku został potem skazany na 7 lat więzienia w twierdzy za organizowanie na tych terenach oddziałów przeciw zaborcy. W czasach powstania styczniowego w 1863 r. obowiązki leśniczego pełnił brat poety Kornela Ujejskiego, który często bywał w tych stronach.
W czasie I wojny światowej toczyły się tu walki między zaborcami, czego dowodem jest cmentarz wojenny(nr 228) według projektu Gustawa Rossmana. 
Ks. Stanisław Konopacki pełniący zarazem urząd wicemarszałka Rady Powiatowej w Pilźnie, wybudował kościół parafialny i most na Wisłoce, oddany do użytku w 1910 roku jako pomnik bitwy grunwaldzkiej. We wrześniu 1914 roku wysadziły most wycofujące się przed Rosjanami wojska austriackie. 4 grudnia 1914 roku doszło do niemieckiego ataku na umocnione pozycje rosyjskie, walczyły wojska niemieckie dowodzone przez generała Mackensena, a rosyjskie przez generała Dymitriewa.
W czasie II wojny światowej w Przeczycy działał tu Ignacy Czech ps. "Barabasz" jeden z organizatorów placówki AK Brzostek. Pochodzący stąd nauczyciel Jan Gil ps. "Ptaś" uwięziony w czasie łapanki, dostał się do obozu zagłady w Oświęcimiu. Jest on autorem Wspomnienień z obozów. W Przeczycy istniał obóz pracy, od jesieni 1944 roku, w dworskich zabudowaniach gospodarczych dla około 250 więźniów, którzy wykonywali prace na zapleczu frontu. 10 lipca 1942 roku, na granicy Przeczycy oraz Jodłowej hitlerowcy rozstrzelali 167 osób głównie pochodzenia żydowskiego z pobliskiego getta istniejącego od 1941 r. Z miejsca egzekucji uciekło 2 Żydów: Hersz Gelb, Josek Lazur, którzy dzięki miejscowym przeżyli okupację. Grupka mieszkańców okolicznych miejscowości uczestnicząc w I kompanii 5.psp. AK, pod dowództwem por. Edwarda Przybyłowicza ps. Bem brała udział w dniu 17 sierpnia 1944 r. w walce pod Gilową Górą, w której zginęło 24 gestapowców, a kilku zmarło w wyniku odniesionych ran. Zniszczono 9 samochodów i zdobyto wiele amunicji. Dzięki tej zasadzce ocaleli mieszkańcy pacyfikowanej pobliskiej Żurowej.
W dniu ofensywy sowieckiej; 15 stycznia 1945 r., Niemcy dokonali łapanki w Przeczycy i w sąsiednich miejscowościach. Wywieziono około 400 mężczyzn do fortyfikacji Wrocławia.
Dwudziestu zginęło tam w czasie radzieckiego natarcia. Po wojnie nastał czas represji względem AK. M.in. został aresztowany z tych okolic przez jasielski PUBP Mieczysław Frużyński i inni.
W latach 1954-1960 wieś była siedzibą gromady Przeczyca, po jej zniesieniu w gromadzie Brzostek. W latach 1975–1998 miejscowość położona była w województwie tarnowskim.

## Zabytki
Kościół Najświętszej Maryi Panny Wniebowziętej to sanktuarium ze względu na uznany za cudowny obraz Matki Boskiej Przeczyckiej. Obraz ma burzliwą historię, trzykrotnie okradano go z korony, a w 1975 r. w jego rekoronacji brał udział Karol Wojtyła, ówczesny biskup krakowski, potem papież. Przeczyckie odpusty, odbywające się rokrocznie 15 sierpnia, w wielu domach gminy Brzostek uznawane są za święto równe Wigilii Bożego Narodzenia czy Wielkanocy.
Według rejestru zabytków NID na listę zabytków wpisane są:
- kościół parafialny pw. Wniebowzięcia NMP, 1906, nr rej.: A-750 z 19.11.1985
- zespół dworski, 2 poł. XIX, ok. 1920, nr rej.: A-314 z 28.10.1987: dwór, park, spichlerz. Istniały również stajnia, piwnica i obora.
- spichrz plebański, drewn., 1732, nr rej.: A-322 z 11.02.1969 (przeniesiony do skansenu w Sanoku).

W dworze mieści się Szkoła Podstawowa im. ks. dr. Józefa Jałowego.

## Galeria

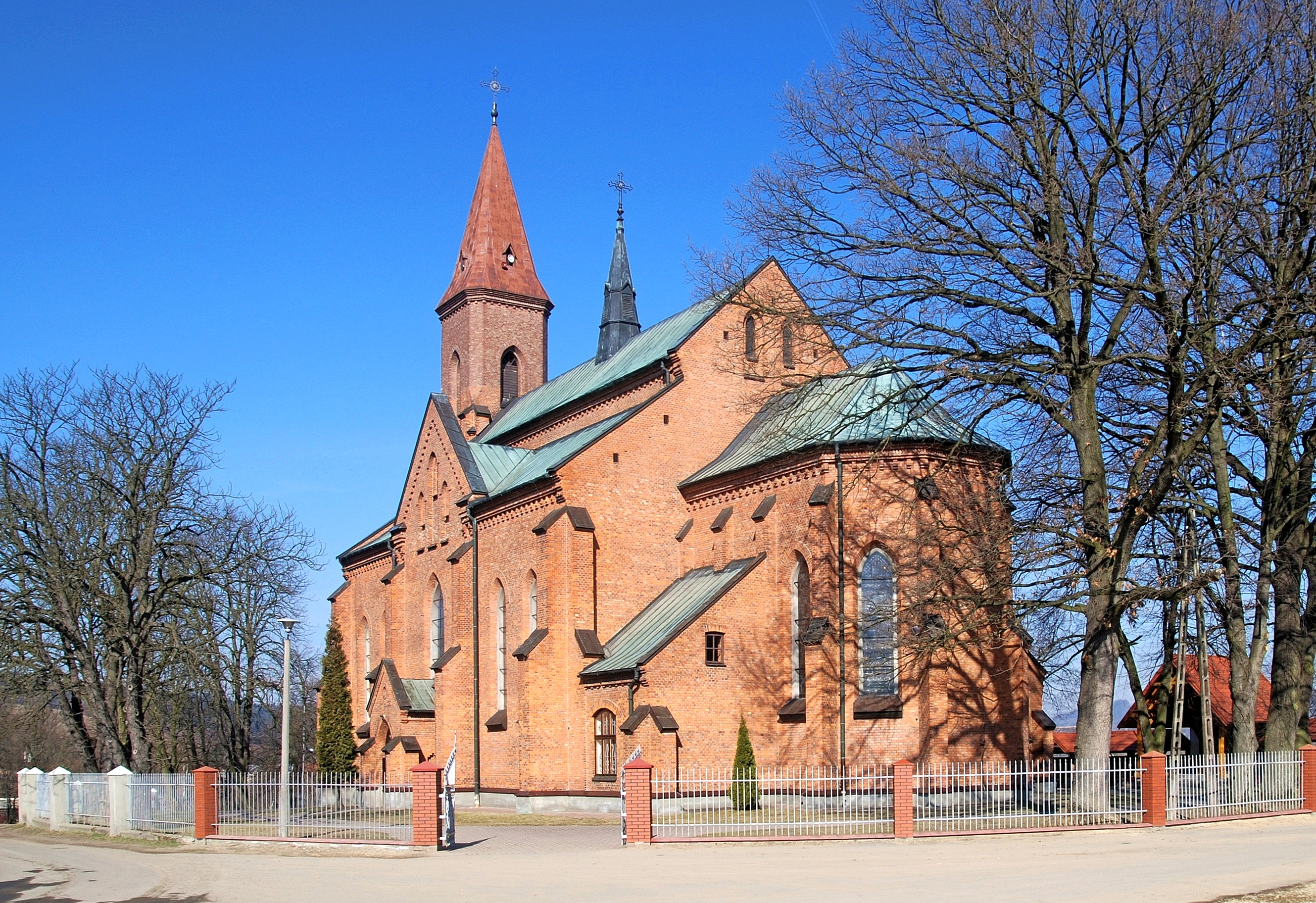
Kościół parafialny
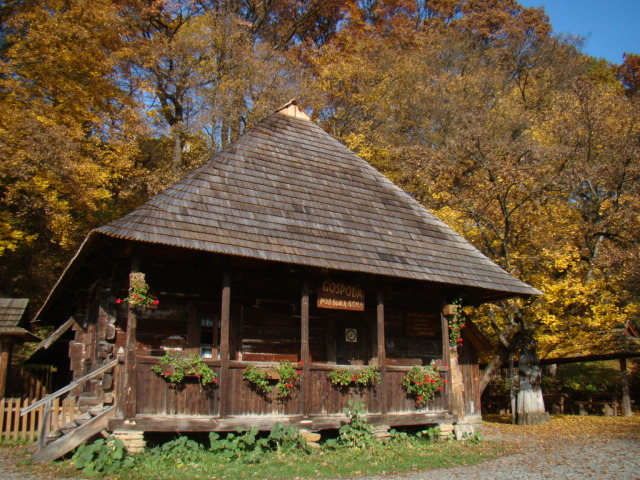
Dawny spichlerz plebański z Przeczycy z 1732 przeniesiony do skansenu w Sanoku
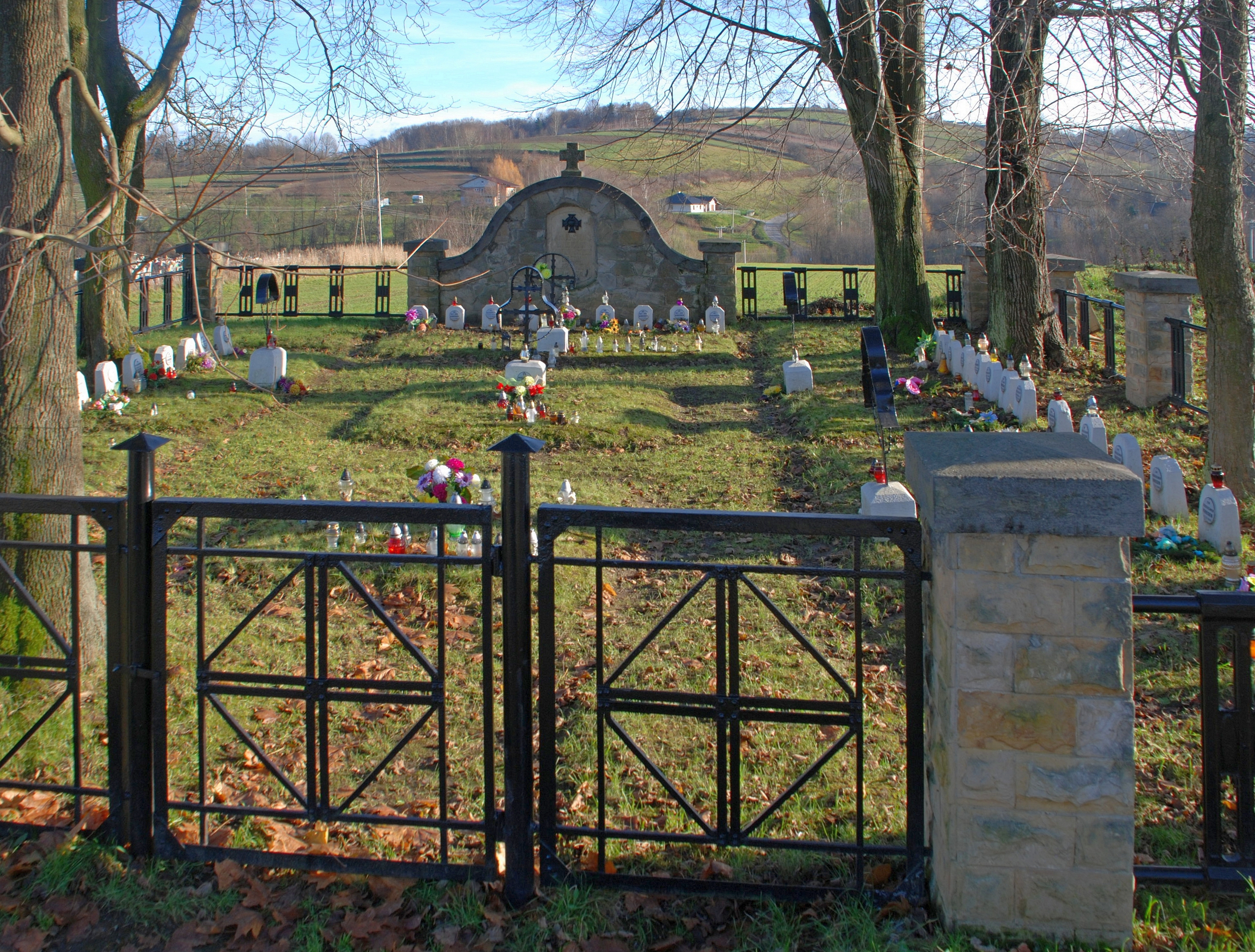
Cmentarz wojenny nr 228